# Dotacja
Dotacja – nieodpłatna i bezzwrotna pomoc finansowa udzielana najczęściej przez państwo podmiotom na realizację ich zadań.
Dotacja ma charakter uznaniowy. Jednostka ubiegająca się o nią musi najczęściej spełnić warunki wstępne, określone przez podmiot dysponujący środkami finansowymi. Stosowanie dotacji jest jednak sprzeczne z zasadą konkurencji (uprzywilejowaną pozycję uzyskuje przedsiębiorstwo dotowane przez państwo), może również nadmiernie obciążać budżet (dotacje są przyznawane kosztem innych wydatków budżetowych).